# 隔窗有眼
隔窗有眼（英語：Night Blooming），一部中国制作的惊悚影片，2013年8月公映，导演刘奋斗，主演胡明，乌达木。

## 故事概要
少年小虎困于家中，用望远镜窥视到对面的邻居其实是一个变态杀手。小虎与杀手展开了一系列的斗争....

## 主要演员
- 杀手(胡明 饰)
- 小虎(乌达木 饰）